# Bosnisch-herzegowinische Fußballnationalmannschaft (U-17-Junioren)
Die bosnisch-herzegowinische U-17 Nationalmannschaft ist die offizielle Auswahl der besten U-17 Fußballspieler aus Bosnien und Herzegowina. 

## Geschichte
Bei der U-17 EM-Qualifikation 1997–1998 nahm die bosnisch-herzegowinische U-17 Fußballnationalmannschaft zum ersten Mal bei einer Qualifikation teil. Bosnien-Herzegowina belegte den 4. Platz und schied damit vorzeitig aus.
Bis zur U17 EM-Qualifikation 2006–2007 in Spanien schied die bosnische Nachwuchsnationalmannschaft jedes Mal in der ersten Qualifikationsrunde. Doch 2006–2007 sollte sich alles ändern. In der Qualifikation schaffte man Überraschend den ersten Platz in der Gruppe 11. Zweiter wurde die Slowakei dritter Wales und den vierten Platz belegte Moldau. Doch in der Eliterunde konnte man sich nicht durchsetzen und wurde 4. Platz. Den ersten belegte England, zweiten Serbien und dritten Aserbaidschan.
Ein weiteres Jahr darauf war man wieder in der Eliterunde. In der Gruppe 7 traf man auf die Niederlande, Ungarn und Norwegen. Im ersten Spiel bezwang Bosnien die Niederlande mit 0:1 durch ein Tor von Fazlic. Das zweite Spiel gegen die Ungarn trennte man sich mit 2:2. Im dritten Spiel gegen die Norwegen konnte Bosnien mit einem Sieg zum ersten Mal bei einer U-17 EM teilnehmen, doch man verlor das Spiel mit 2:0.
Ein kleiner Erfolg bleibt der U-17 jedoch. Man gewann 2006 den Balkan-Juniors Cup im eigenen Land.
Dabei besiegte man im Viertelfinale Slowenien 2:0. Kroatien wurde im Halbfinale nach einem spannenden Spiel im Halbfinale ausgeschaltet. Nach der regulären Spielzeit stand es 1:1, als dann in der Verlängerung durch ein 4:3 alles entschieden wurde. Im Finale siegte man dann gegen die Türkei mit 1:0, das Tor fiel hier bereits in der 1. Minute.